# Arbetarbladet
O Arbetarbladet (LITERALMENTE A Folha do Trabalhador) é um jornal diário da cidade sueca de Gävle, na província histórica de Gästrikland. Tem uma orientação social-democrata. É um jornal com formato tabloide, que circula na Gästrikland e no norte da Uppland. Foi fundado em 1902. Tem uma tiragem à volta de 25 000 exemplares.